# Моята молитва
Вижте пояснителната страница за други значения на Моята молитва.
„Моята молитва“ е стихотворение, написано от Христо Ботев.
Ботев написва стихотворението през 1873 г., когато е 26-годишен.

## Текст
О, мой боже, правий боже!

Не ти, що си в небесата,

а ти, що си в мене, боже –

мен в сърцето и в душата...

Не ти, комуто се кланят

калугери и попове

и комуто свещи палят

православните скотове;

не ти, който си направил

от кал мъжът и жената,

а човекът си оставил

роб да бъде на земята;

не ти, който си помазал

царе, папи, патриарси,

а в неволя си зарязал

мойте братя сиромаси;

не ти, който учиш робът

да търпи и да се моли

и храниш го дор до гробът

само със надежди голи;

не ти, боже на лъжците,

на безчестните тирани,

не ти, идол на глупците,

на човешките душмани!

А ти, боже, на разумът,

защитниче на робите,

на когото щат празнуват

денят скоро народите!

Вдъхни 'секиму, о, Боже!

любов жива за свобода –

да се бори кой как може

с душманите на народа.

Подкрепи и мен ръката,

та кога въстане робът,

в редовете на борбата

да си найда и аз гробът!

Не оставяй да изстине

буйно сърце на чужбина,

и гласът ми да премине

тихо като през пустиня!...